# 龙湖街道 (息县)
龙湖街道是中华人民共和国河南省信阳市息县下辖的一个街道办事处。

## 行政区划
龙湖街道下辖以下村级行政区划单位：
关庄社区、湖东社区、听淮桥社区、望淮桥社区、王湾社区、冯湾社区、新铺社区、南湖社区、新城社区、尹湾社区、甄湾社区、八里棚村。